# Hajime Syacho
HajimeShacho (sinh ngày 14 tháng 2 năm 1993) là một Youtuber người Nhật Bản. Vào thời điểm tháng 1 năm 2019, anh là người có số lượng người đăng ký kênh YouTube nhiều nhất tại Nhật Bản. Văn phòng UUUM. Tên thật: Eda Hajime  
Biệt danh Hajimen, moyashi (giá đỗ). Nhóm máu AB.

## Hồ sơ

### Đầu đời
Sinh ngày 14 tháng 2 năm 1993 tại thành phố Tonami thuộc tỉnh Toyama. Cậu bé được đặt tên là Hajime 「元」(NGUYÊN) với mong ước sống khỏe mạnh.
Hajime nói rằng anh ấy từng là hội phó hội học sinh trong những năm học cấp 2, cấp 3 và bản thân luôn làm việc trong một nhóm.
Bắt đầu sở thích làm video từ cấp 3. Những video như là "Cởi sịp khi vẫn mặc quần" được quay khi trêu đùa với bạn bè.
Hajime đã giành nhiều thời gian cho câu lạc bộ bóng rổ, điều này khiến  kết quả học tập cấp 3 của anh không được như ý. Cùng thời điểm ấy, cô bạn gái của anh quyết định nhập học vào một trường ĐH ở xa. Để theo kịp bạn gái anh bắt đầu học khoảng 10 tiếng mỗi ngày và giành vị trí số 1 trong trường. Tuy nhiên, điểm của anh trong kì thi Trung tâm Quốc gia về Tuyển sinh Đại học thấp hơn điểm chuẩn 150 điểm vì vậy anh ta đã vào Đại học Shizuoka thông qua giấy giới thiệu của một giáo viên trong trướng cấp 3, mà ban đầu không phải là nguyện vọng 1. Sau đó, vào kì nghỉ xuân năm nhất ĐH, nhân cơ hội vừa chia tay bạn gái anh cùng bạn bắt đầu đăng video lên Youtube với suy nghĩ "muốn làm gì đó cho bản thân mình". 

### Sau khi bắt đầu làm YouTube
Vào tháng 3 năm 2012, Hajime và bạn cùng lớp ĐH lập nên một nhóm gọi là "Công ty Hajime" bắt đầu đăng video lên Youtube. Video đầu tiên ghi nhận được ba lượt  . Sau đó, anh lập một kênh cá nhân và đổi tên kênh từ "Giám đốc Hajime" thành "Hajime Syacho".
Hajime đi du học ở Anh từ tháng 9 năm 2013 đến tháng 3 năm 2014 để học tiếng Anh. Sau khi về nước, ngày 1 tháng 4 năm 2014, anh tuyên bố sáp nhập vào UUUM.